# Serie A 2009/2010
Soutěžní ročník Serie A 2009/10 byl 108. ročník nejvyšší italské fotbalové ligy a 78. ročník od založení Serie A. Soutěž začala 22. srpna 2009 a skončila 16. května 2010. Účastnilo se jí opět 20 týmů z toho 17 se kvalifikovalo z minulého ročníku. Poslední tři týmy předchozího ročníku, jimiž byli Turín FC, Reggina Calcio a poslední tým ročníku - US Lecce, sestoupily do druhé ligy. Opačným směrem putovaly AS Bari (vítěz druhé ligy), Parma FC a AS Livorno Calcio, která po obsazení 3. místa v ligové tabulce, zvítězila v play-off.
Titul v soutěži obhajoval opět FC Inter Milán, který v minulém ročníku získal již 17. prvenství v soutěži a čtvrté v řadě.

## Přestupy hráčů
| Jméno              | odkud              | kam            | cena           |  |
| ------------------ | ------------------ | -------------- | -------------- |  |
| Zlatan Ibrahimović | FC Inter Milán     | FC Barcelona   | 69 500 000 eur |  |
| Kaká               | AC Milán           | Real Madrid    | 67 000 000 eur |  |
| Diego              | Werder Brémy       | Juventus FC    | 27 000 000 eur |  |
| Diego Milito       | Janov CFC          | FC Inter Milán | 25 000 000 eur |  |
| Felipe Melo        | ACF Fiorentina     | Juventus FC    | 25 000 000 eur |  |
| Mauro Zárate       | Birmingham City FC | SS Lazio       | 20 200 000 eur |  |
| Samuel Eto'o       | FC Barcelona       | FC Inter Milán | 20 000 000 eur |  |
| Alberto Aquilani   | AS Řím             | Liverpool FC   | 20 000 000 eur |  |
| Fabio Quagliarella | Udinese Calcio     | SSC Neapol     | 18 000 000 eur |  |
| Wesley Sneijder    | Real Madrid        | FC Inter Milán | 15 000 000 eur |  |

## Složení ligy v tomto ročníku
| Klub                | Město     | Stadión                             | Kapacita | Trenér | 2008/09          |
| ------------------- | --------- | ----------------------------------- | -------- | --- | ---------------- |
| AS Bari             | Bari      | San Nicola                          | 58 270   | Gian Piero Ventura                                                                                         | Serie B          |
| Atalanta BC         | Bergamo   | Atleti Azzurri d'Italia             | 26 393   | Angelo Gregucci (do 21.9. 2009) Antonio Conte (do 7.1. 2010) Valter Bonacina (do 11.1. 2010) Bortolo Mutti | 11.              |
| Bologna FC 1909     | Bologna   | Renato Dall'Ara                     | 39 444   | Giuseppe Papadopulo (do 20.10. 2009) Franco Colomba                                                        | 17.              |
| Cagliari Calcio     | Cagliari  | Sant'Elia                           | 23 486   | Massimiliano Allegri (do 13.4. 2010) Giorgio Melis                                                         | 9.               |
| Calcio Catania      | Catania   | Angelo Massimino                    | 23 420   | Gianluca Atzori (do 8.12. 2009) Siniša Mihajlović                                                          | 15.              |
| ACF Fiorentina      | Florencie | Artemio Franchi                     | 47 282   | Cesare Prandelli                                                                                           | 4.               |
| Janov CFC           | Janov     | Luigi Ferraris                      | 36 685   | Gian Piero Gasperini                                                                                       | 5.               |
| UC Sampdoria        | Janov     | Luigi Ferraris                      | 36 685   | Luigi Delneri                                                                                              | 13.              |
| AS Livorno Calcio   | Livorno   | Armando Picchi                      | 19 238   | Vittorio Russo (do 21.10. 2009) Serse Cosmi (do 5.4. 2010) Gennaro Ruotolo                                 | Serie B          |
| AC Milán            | Milán     | Giuseppe Meazza                     | 80 074   | Leonardo                                                                                                   | Bronzová medaile |
| FC Inter Milán      | Milán     | Giuseppe Meazza                     | 80 074   | José Mourinho                                                                                              |                  |
| SSC Neapol          | Neapol    | San Paolo                           | 60 240   | Roberto Donadoni (do 6.10. 2009) Walter Mazzarri                                                           | 12.              |
| AS Řím              | Řím       | Olimpico                            | 72 698   | Luciano Spalletti (do 1.9. 2009) Claudio Ranieri                                                           | 6.               |
| SS Lazio            | Řím       | Olimpico                            | 72 698   | Davide Ballardini (do 10.2. 2010) Edoardo Reja                                                             | 10.              |
| Juventus FC         | Turín     | Olimpico Grande Torino              | 27 994   | Ciro Ferrara (do 29.1. 2010) Alberto Zaccheroni                                                            | Stříbrná medaile |
| Parma FC            | Parma     | Ennio Tardini                       | 27 906   | Francesco Guidolin                                                                                         | Serie B          |
| US Città di Palermo | Palermo   | Renzo Barbera                       | 37 242   | Walter Zenga (do 23.11. 2009) Delio Rossi                                                                  | 8.               |
| AC Siena            | Siena     | Artemio Franchi – Montepaschi Arena | 15 373   | Marco Giampaolo (do 29.10. 2009) Marco Baroni (do 23.11. 2009) Alberto Malesani                            | 14.              |
| Udinese Calcio      | Udine     | Friuli                              | 41 652   | Pasquale Marino (do 22.12. 2009) Gianni De Biasi (do 21.2. 2010) Pasquale Marino                           | 7.               |
| AC ChievoVerona     | Verona    | Marc'Antonio Bentegodi              | 39 211   | Domenico Di Carlo                                                                                          | 16.              |

## Tabulka
| Poř. | Tým                 | Z  | V  | R  | P  | VG | OG | B  |
| ---- | ------------------- | -- | -- | -- | -- | -- | -- | -- |
| 1.   | FC Inter Milán      | 38 | 24 | 10 | 4  | 75 | 34 | 82 |
| 2.   | AS Řím              | 38 | 24 | 8  | 6  | 68 | 41 | 80 |
| 3.   | AC Milán            | 38 | 20 | 10 | 8  | 60 | 39 | 70 |
| 4.   | UC Sampdoria        | 38 | 19 | 10 | 9  | 49 | 41 | 67 |
| 5.   | US Città di Palermo | 38 | 18 | 11 | 9  | 59 | 47 | 65 |
| 6.   | SSC Neapol          | 38 | 15 | 14 | 9  | 50 | 43 | 59 |
| 7.   | Juventus FC         | 38 | 16 | 7  | 15 | 55 | 56 | 55 |
| 8.   | Parma FC            | 38 | 14 | 10 | 14 | 46 | 51 | 52 |
| 9.   | Janov CFC           | 38 | 14 | 9  | 15 | 57 | 61 | 51 |
| 10.  | AS Bari             | 38 | 13 | 11 | 14 | 49 | 49 | 50 |
| 11.  | ACF Fiorentina      | 38 | 13 | 8  | 17 | 48 | 47 | 47 |
| 12.  | SS Lazio            | 38 | 11 | 13 | 14 | 39 | 43 | 46 |
| 13.  | Calcio Catania      | 38 | 10 | 15 | 13 | 44 | 45 | 45 |
| 14.  | AC ChievoVerona     | 38 | 12 | 8  | 18 | 37 | 42 | 44 |
| 15.  | Udinese Calcio      | 38 | 11 | 11 | 16 | 54 | 59 | 44 |
| 16.  | Cagliari Calcio     | 38 | 11 | 11 | 16 | 56 | 58 | 44 |
| 17.  | 1909                | 38 | 10 | 12 | 16 | 42 | 55 | 42 |
| 18.  | Atalanta BC         | 38 | 9  | 8  | 21 | 37 | 53 | 35 |
| 19.  | AC Siena            | 38 | 7  | 10 | 21 | 40 | 67 | 31 |
| 20.  | AS Livorno Calcio   | 38 | 7  | 8  | 23 | 27 | 61 | 29 |

Poznámky
- Z = Odehrané zápasy; V = Vítězství; R = Remízy; P = Prohry; VG = Vstřelené góly; OG = Obdržené góly; B = Body

|  | Mistr ligy a Přímý postup do Ligy mistrů 2010/11 |
|  | Přímý postup do Ligy mistrů 2010/11              |
|  | Postup do play-off Ligy mistrů 2010/11           |
|  | Přímý postup do Evropské ligy UEFA 2010/11       |
|  | Postup do play-off Evropské ligy UEFA 2010/11    |
|  | Sestup do Serie B 2010/11                        |

## Střelecká listina
.
Nejlepším střelcem tohoto ročníku Serie A se stal italský útočník Antonio Di Natale. Hráč Udinese Calcio vstřelil 29 branek.
| P.  | Nár        | Hráč                | Tým                 | Branky |
| --- | ---------- | ------------------- | ------------------- | ------ |
| 1.  | Itálie     | Antonio Di Natale   | Udinese Calcio      | 28     |
| 2.  | Argentina  | Diego Milito        | FC Inter Milán      | 22     |
| 3.  | Itálie     | Fabrizio Miccoli    | US Città di Palermo | 19     |
| 3.  | Itálie     | Giampaolo Pazzini   | UC Sampdoria        | 19     |
| 5.  | Itálie     | Alberto Gilardino   | ACF Fiorentina      | 15     |
| 6.  | Brazílie   | Paulo Vitor Barreto | AS Bari             | 14     |
| 6.  | Itálie     | Francesco Totti     | AS Řím              | 14     |
| 6.  | Itálie     | Marco Borriello     | AC Milán            | 14     |
| 6.  | Černá Hora | Mirko Vučinić       | AS Řím              | 14     |
| 10. | Uruguay    | Edinson Cavani      | US Città di Palermo | 13     |
| 10. | Itálie     | Alessandro Matri    | Cagliari Calcio     | 13     |

## Vítěz
| Serie A 2009/10 FC Inter Milán (18. titul) |